# Bille de Klerksdorp

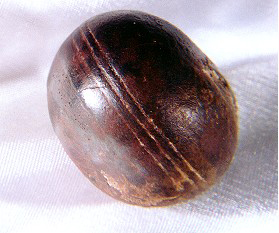
Une bille de Klerksdorp.

Une bille de Klerksdorp (ou sphère de Klerksdorp) est un objet de petite taille, le plus souvent sphérique ou se rapprochant de la forme d'un disque, issu de l'un des dépôts de pyrophyllites vieux de 3 milliards d'années situés près d'Ottosdal (en) en Afrique du Sud. Elles ont été recueillies par des mineurs et des géologues amateurs.

## Controverses sur leur formation
À cause de leurs formes polies et de leurs aspects esthétiques, elles ont fait l'objet de discussion dans des livres,,
des articles généralistes,
et plusieurs sites web,,
lesquels les présentent le plus souvent comme des OOPArts créés par des êtres intelligents. Les géologues qui les ont étudiées avancent plutôt qu'elles sont le résultat de processus naturels,,,.